# Héber Lopes

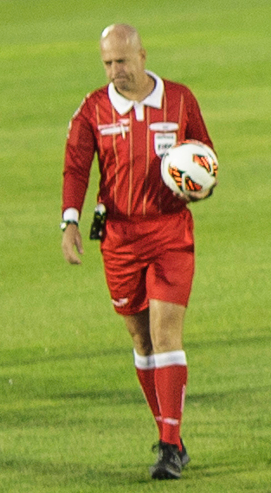
Héber Lopes (2013)

Héber Roberto Lopes (* 13. Juli 1972 in Londrina) ist ein brasilianischer Fußballschiedsrichter.
Bis 2012 gehörte er der Federação Paranaense de Futebol (FPF), dem Fußballverband des Bundesstaates Paraná, an und wechselte dann zur Federação Catarinense de Futebol (FCF), dem Fußballverband des Bundesstaates Santa Catarina. Von Beruf ist er Sportlehrer.
Lopes leitete mindestens seit 2003 bis 2021 Spiele in der brasilianischen Série A. Insgesamt hatte er über 350 Einsätze, womit er Arnaldo Cézar Coelho, den bisherigen Rekordhalter in Brasilien, übertraf. Im Jahr 2022 leitete er noch Spiele in der Série B sowie in der Staatsmeisterschaft von Santa Catarina.
Von 2002 bis 2017 stand er 15 Jahre lang auf der Liste der FIFA-Schiedsrichter und leitete internationale Fußballspiele. Zwischen 2003 und 2015 leitete er 27 Spiele in der Copa Sudamericana, zwischen 2004 und 2016 insgesamt 48 Spiele in der Copa Libertadores.
Bei der Copa América Centenario 2016 in den Vereinigten Staaten leitete Lopes ein Gruppenspiel, ein Viertelfinale sowie das Finale zwischen Argentinien und Chile (0:0 n. V., 2:4 i. E.).
Zudem war er bei der U-17-Weltmeisterschaft 2003 in Finnland und bei der U-17-Weltmeisterschaft 2013 in den Vereinigten Arabischen Emiraten im Einsatz.